# Epifaniekerk (Sint-Petersburg)
De Theofaniekerk, ook wel Kerk van de Driekoningen (Russisch: Богоявленская церковь), is een Russisch-orthodox kerkgebouw in Sint-Petersburg. De kerk is gelegen aan de Dvinskaja Oelitsa op het Goetoejevski eiland.

## Geschiedenis
De kerk werd gebouwd uit dankbaarheid voor de wonderbaarlijke redding van tsaar Alexander III van Rusland en zijn familie bij de treinramp op 17 oktober 1888 in Borki bij Charkov. Op de plaats van de ramp werd in de jaren 1891-1894 de Kathedraal van Christus de Verlosser gebouwd. De jonge architect Vasili Antonovitsj Kosjakov (1862-1921) kreeg, samen met de civiele ingenieur Bronislav Kazimirovitsj Pravdzik, de opdracht een op de kerk in Borki gelijkende kerk te bouwen in Sint-Petersburg. De bouwwerkzaamheden gingen van start in 1888 en eindigden in 1899. De bouw van de kerk werd financieel mogelijk gemaakt door de rijke textielfabrikant Ivan Boronin, die de kerk tevens als mausoleum voor zijn familie liet bouwen.

## Sovjet-periode
De kerk werd in mei 1935 voor de eredienst gesloten. Na sluiting werd de laatste priester van de Epifaniekerk gearresteerd en doodgeschoten. Het rijke interieur ging nagenoeg geheel verloren: van het marmeren altaar, de ivoren iconostase en de prachtige fresco's die alle muren volledig bedekten bleven zo goed als niets over. Ook het exterieur van de kerk leed onder zware verwaarlozing en vernieling. De kerk kreeg verschillende bestemmingen en deed o.a. dienst als warenhuis, zeepfabriek en lijkenhuis. Tijdens de Tweede Wereldoorlog werd de kerk ook nog ernstig beschadigd door brand.

## Heropening
In 1991 keerde de in vervallen staat verkerende kerk terug naar de Russisch-orthodoxe Kerk. Op 19 januari 1992 werd op de orthodoxe datum van het feest van de Openbaring van de Heer voor het eerst een Goddelijke Liturgie gevierd in een geruïneerde kerk. Vrijwel onmiddellijk daarna werd een massief restauratieprogramma uitgevoerd. Op 4 mei 1995 werd het kruis weer op de grote koepel geplaatst. Na jaren van restauratie heeft de kerk weer veel van haar oude pracht en praal teruggekregen. In 2005 werd een grote ontsierende betonnen muur voor de kerk gesloopt. Ook het interieur wordt weer geheel beschilderd.

## Afbeeldingen

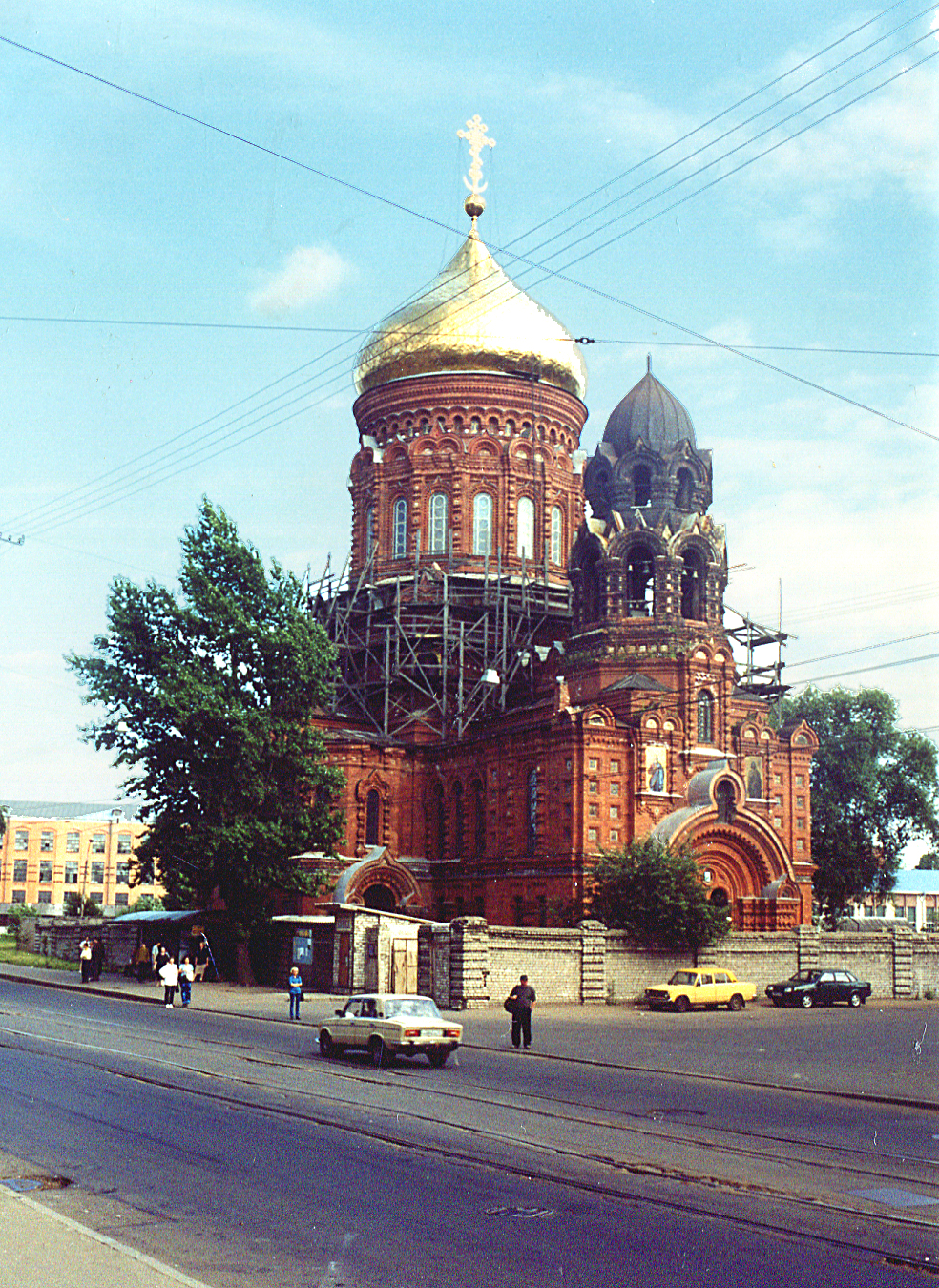
De kerk in 2002
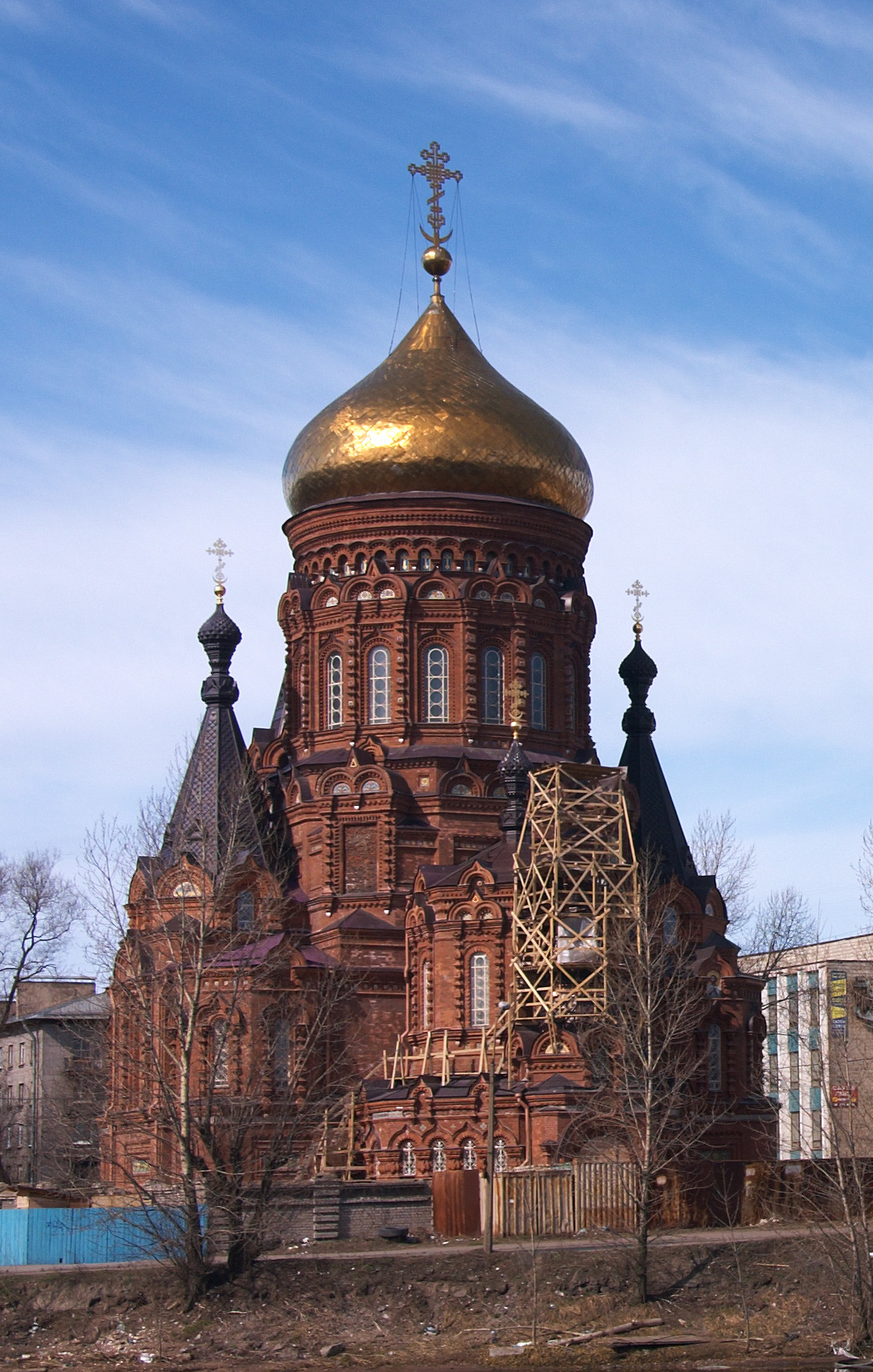
2007
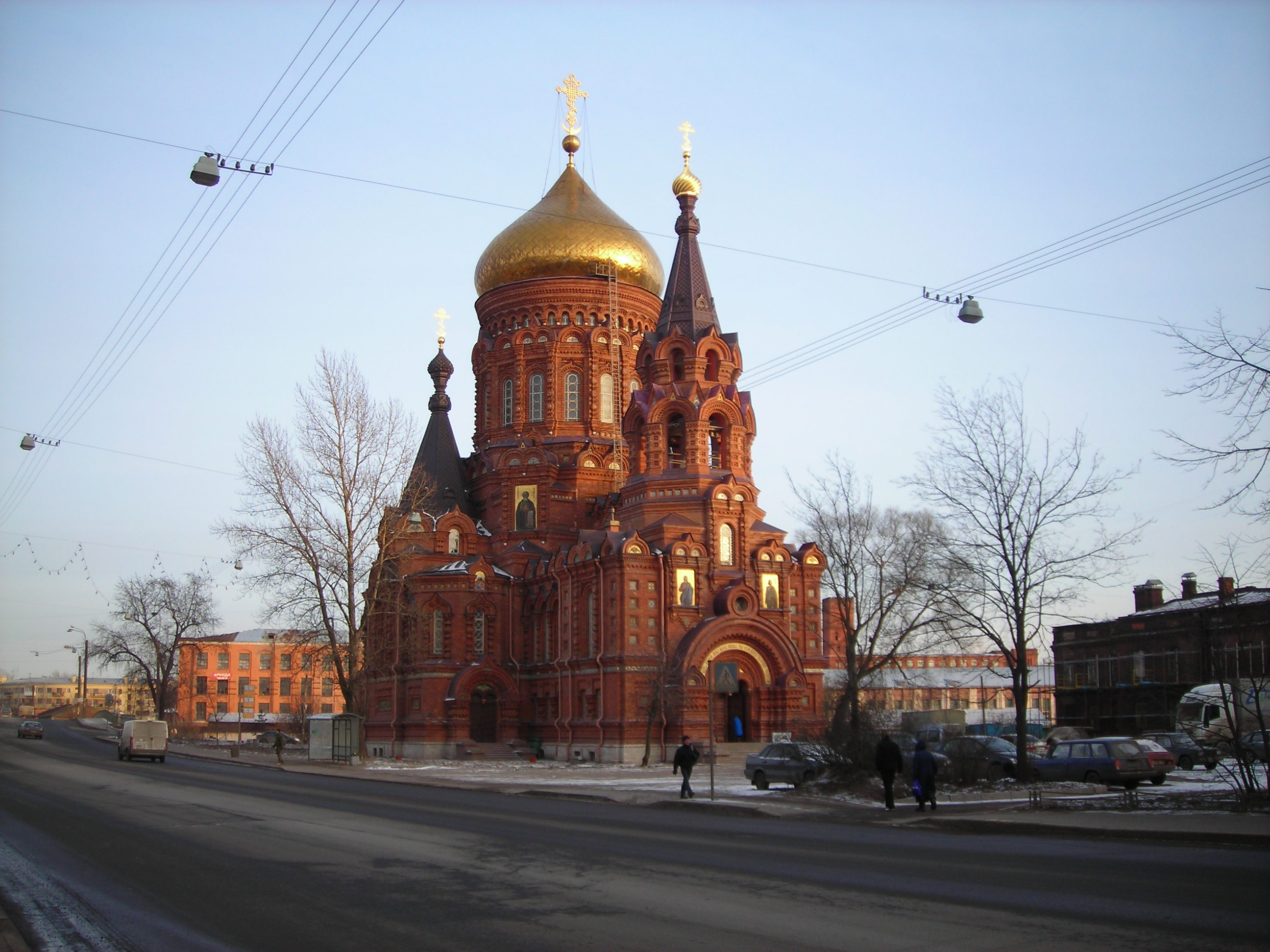
2008
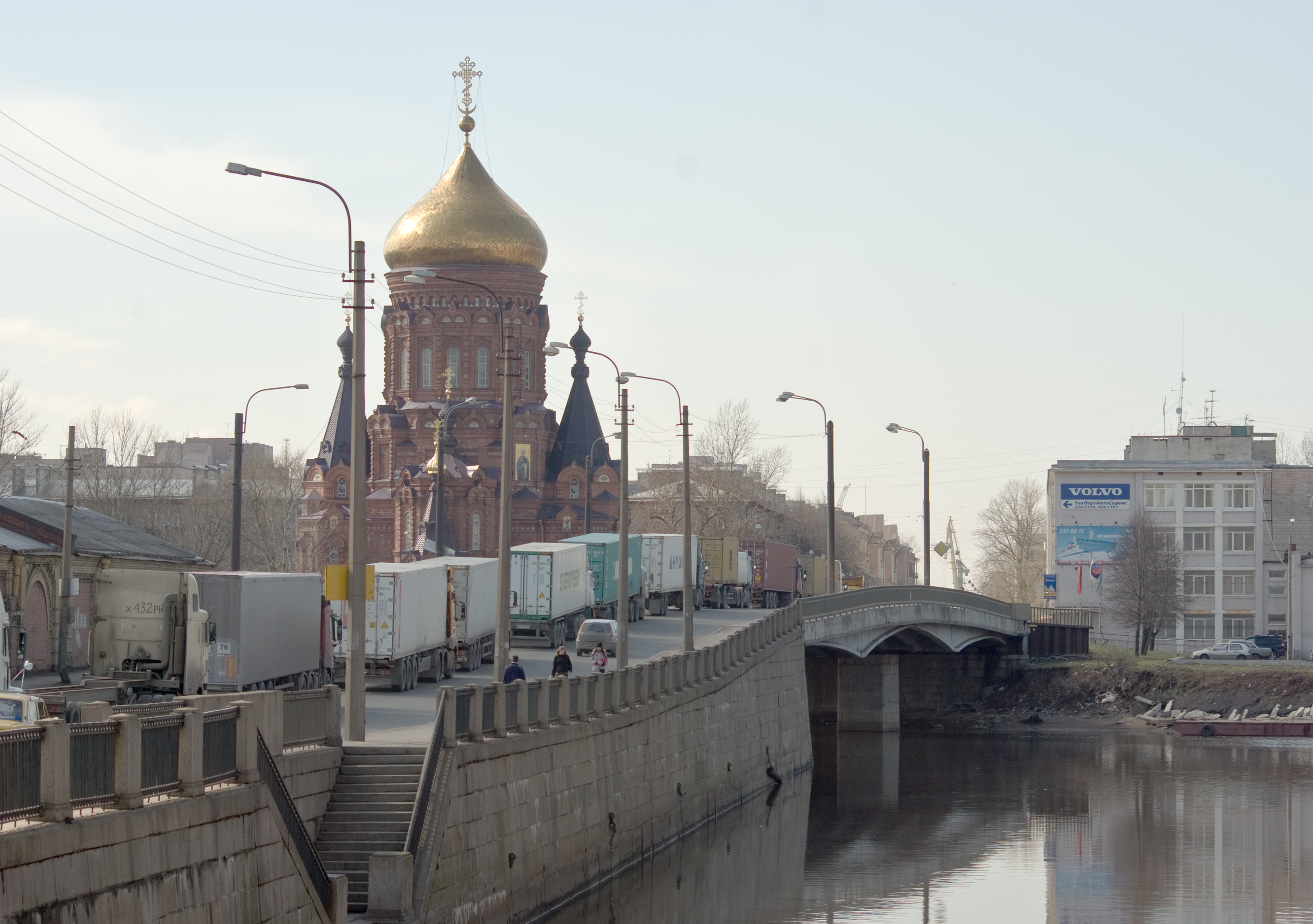
2008